# Первый Санкт-Петербургский государственный медицинский университет имени академика И. П. Павлова
Первый Санкт-Петербургский государственный медицинский университет имени академика И. П. Павлова — образовательное учреждение высшего образования в Санкт-Петербурге, медицинский университет, входящий в структуру Министерства здравоохранения Российской Федерации.

## История

### Санкт-Петербургский женский медицинский институт

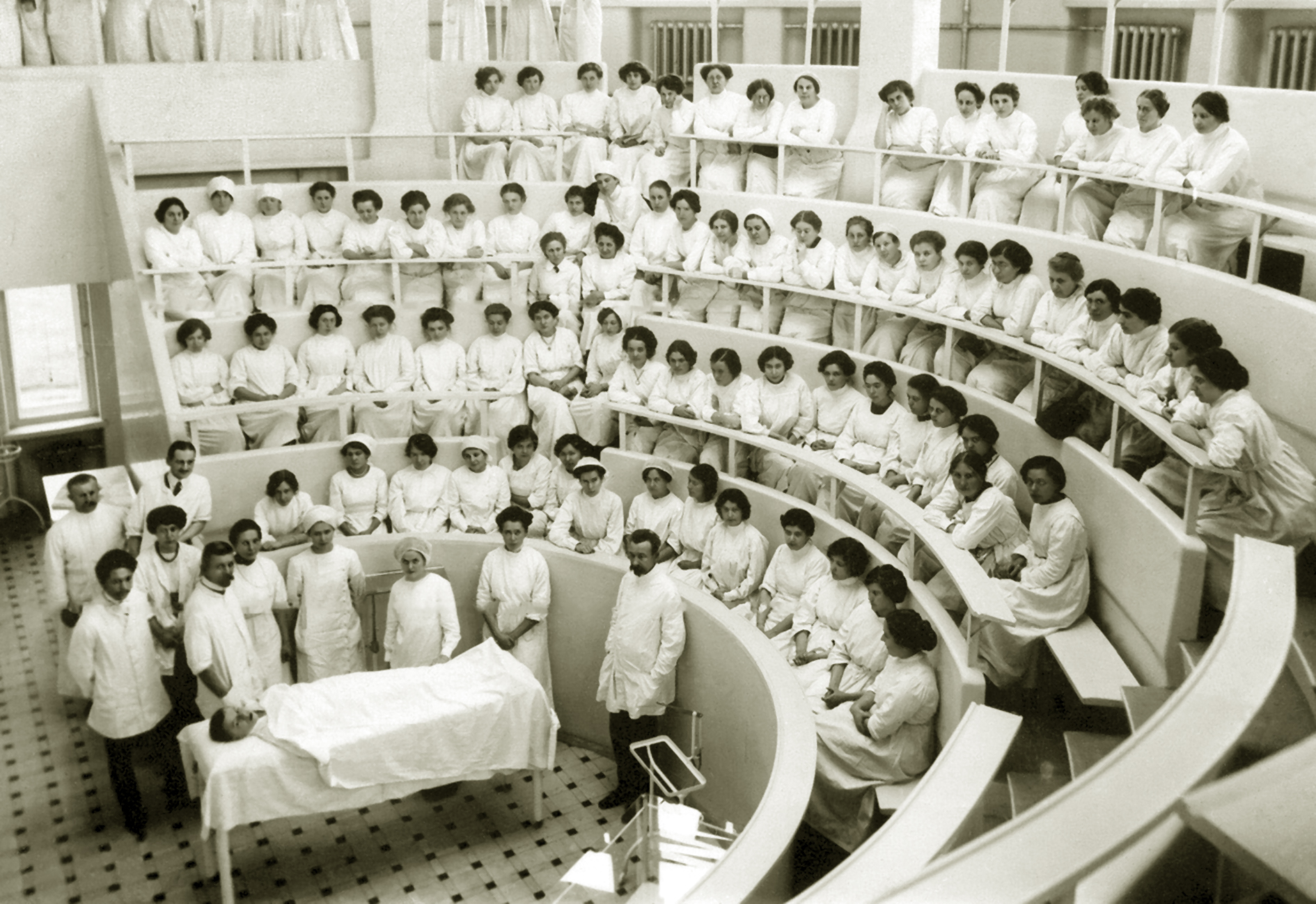
Лекция по педиатрии. Кафедра профессора Д. А. Соколова, 1912 год.

История Санкт-Петербургского государственного медицинского университета началась с создания Санкт-Петербургского женского медицинского института, частного женского медицинского высшего учебного заведения Российской империи. Положение о Санкт-Петербургском женском медицинском институте было утверждено 1 (13) июня 1895 года. Открытие института состоялось 14 (26) сентября 1897 года. Институт стал первым в России и в Европе учебным заведением, в котором женщины могли получить высшее медицинское образование.

### Послереволюционный период
В 1918 году Медицинский женский институт был преобразован в 1-й Петроградский медицинский институт.
В 1938 году был сформирован военно-морской факультет с четырьмя кафедрами. Одной из них была кафедра педиатрии (заведующий — профессор Н. И. Красногорский), в связи с чем педиатрический факультет 1-го ЛМИ (4 кафедры) был преобразован в Ленинградский педиатрический институт. Также в 1930-е годы из 1-го ЛМИ был выделен в самостоятельный вуз Химико-фармацевтический институт. Военно-морской факультет просуществовал недолго — до 1940 года, когда на базе 3-го ЛМИ была создана Военно-морская медицинская академия.
В военные годы институт не прекращал свою работу, его выпускники воевали на фронтах Великой Отечественной войны. В 1985 году на месте неразорвавшейся бомбы в парке института был установлен памятник погибшим медикам.

### Исторические факты
- В 1908 году в клинике факультетской хирургии профессором М. И. Неменовым был открыт один из первых в России рентгеновских кабинетов. В 1918 году был организован первый в Европе Государственный рентгенологический, радиологический и раковый институт.
- В 1916 году в институт стали принимать юношей. Совет института получил право присуждать ученые степени врачам-мужчинам.
- Выдающиеся женщины-учёные, работавшие в институте: Сахновская Анна Акимовна, первая в мире женщина — профессор медицины; руководитель кафедры кожных и венерологических болезней. Подвысоцкая Ольга Николаевна — первая женщина-академик АМН России (с 1944 года) и первая женщина — член-корреспондент АН СССР (с 1939 года).
- В 1967 году был открыт первый в СССР НИИ пульмонологии.
- В настоящее время ПСПбГМУ им. Павлова — единственный вуз в Санкт-Петербурге, имеющий в своей структуре поликлинику (бывшая Петропавловская больница, основанная в 1835 году, 24 декабря 1918 года была переименована в больницу им. Ф. Ф. Эрисмана[1][2]).

## Рейтинги
В 2014 году агентство «Эксперт РА», включало ВУЗ в список лучших высших учебных заведений Содружества Независимых Государств, где ему был присвоен рейтинговый класс «D».
В 2022 году вуз вошел в Международный рейтинг «Три миссии университета», где занял позицию в диапазоне 501—550.
Также в 2022 году занял 27 место в рейтинге RAEX «100 лучших вузов России» и в 2020 году 3 место в рейтинге медицинских вузов России по версии РАЭКС.
В 2021 году в Университете был обнаружен пункт фиктивной вакцинации от COVID-19.

## Описание[10]
Первый Санкт-Петербургский государственный медицинский университет имени академика Павлова И. П. — один из ведущих российских медицинских и научных центров. Вуз готовит высококвалифицированных специалистов по направлениям: лечебное дело, стоматология, клиническая психология, спортивная медицина, педиатрия, адаптивная физическая культура, сестринское дело. Также проводится обучение в интернатуре, ординатуре, аспирантуре и докторантуре.
Структура вуза включает в себя 69 кафедр, 56 научных лабораторий, 11 институтов, НИИ и центров. Базы университета располагаются в клиниках вуза и в 43 крупных больницах и поликлиниках Санкт-Петербурга.
Ежегодно в вузе проходят обучение более 5 тысяч учащихся, в том числе иностранных.
С 2007 года вуз стал участником Болонского процесса, введя балльно-рейтинговую систему оценки знаний.
3 марта 2021 года вблизи Первого Санкт-Петербургского государственного медицинского университета имени академика И. П. Павлова на набережной реки Карповки был установлен созданный по эскизу скульптора Шустрова Романа Ивановича его супругой Касьяненко Марией «Печальный ангел». Скульптура была установлена в память о медиках Санкт-Петербурга, погибших во время пандемии.

## Известные преподаватели и выпускники
- См. Категория:Преподаватели Санкт-Петербургского медицинского университета
- См. Категория:Выпускники Санкт-Петербургского медицинского университета

## Руководители университета
- 1897—1899 — первый директор Женского медицинского института (ЖМИ) профессор фон Анреп Василий Константинович
- 1899—1905 — профессор Отт Дмитрий Оскарович
- 1905—1911 — профессор Салазкин Сергей Сергеевич
- 1911—1920 — директор Женского медицинского института (ЖМИ) (с 1918 года — Петроградского медицинского института) профессор Верховский Борис Владимирович
- 1920—1921 — профессор Шор Георгий Владимирович
- 1921 — профессор Скробанский Константин Клементьевич
- 1922—1925 — профессор Чистович Фёдор Яковлевич
- 1925—1928 — директор 1-го Ленинградского медицинского института (1 ЛМИ) — профессор Скробанский Константин Клементьевич
- 1928—1930 — профессор Ланг Георгий Фёдорович
- 1930 — профессор Карапетян Овсеп Назарович
- 1931—1932 — профессор Глебов Дмитрий Александрович
- 1932—1936 — профессор Кордовский Григорий Соломонович
- 1936 — профессор Карапетян Овсеп Назарович
- 1937—1941 — профессор Кечкер Леонид Харитонович
- 1941—1943 — профессор Страшун Илья Давыдович
- 1943—1949 — профессор Озерецкий Николай Иванович
- 1949—1952 — профессор Кашкаров Иван Ефимович
- 1952—1966 — профессор Иванов Алексей Иванович
- 1966—1988 — профессор Миняев Владимир Алексеевич
- 1988—2008 — профессор, академик РАМН Яицкий Николай Антонович
- 2008—2011 — профессор Дидур Михаил Дмитриевич
- 2011—2012 — профессор Яшин Сергей Михайлович (и. о. ректора)
- с 4 мая 2012 года — профессор, академик РАН Багненко Сергей Фёдорович